# 15 kilomètres masculin de ski de fond aux Jeux olympiques de 2022
Navigation
Pyeongchang 2018 Milan-Cortina 2026
L'épreuve masculine du 15 kilomètres style classique aux Jeux olympiques d'hiver de 2022 a lieu le 11 février 2022 au Centre de ski nordique et de biathlon de Guyangshu.
Triple tenant du titre, le Suisse Dario Cologna termine quarante-quatrième d'une épreuve remportée par le Finlandais Iivo Niskanen devant le fondeur du Comité olympique de Russie Alexander Bolshunov et le Norvégien Johannes Høsflot Klæbo.

## Médaillés
| Or                       | Argent                    | Bronze                           |
| Iivo Niskanen (Finlande) | Alexander Bolshunov (ROC) | Johannes Høsflot Klæbo (Norvège) |

## Résultats
| Rang                                | Dossard | Athlète                   | Nationalité        | Temps         | Écart           |
| ----------------------------------- | ------- | ------------------------- | ------------------ | ------------- | --------------- |
| Médaille d'or, Jeux olympiques      | 64      | Iivo Niskanen             | Finlande           | 37 min 54 s 8 | -               |
| Médaille d'argent, Jeux olympiques  | 70      | Alexander Bolshunov       | ROC                | 38 min 18 s 0 | + 23 s 2        |
| Médaille de bronze, Jeux olympiques | 42      | Johannes Høsflot Klæbo    | Norvège            | 38 min 32 s 3 | + 37 s 5        |
| 4                                   | 46      | Hans Christer Holund      | Norvège            | 38 min 44 s 6 | + 49 s 8        |
| 5                                   | 68      | Alexey Chervotkin         | ROC                | 38 min 51 s 7 | + 56 s 9        |
| 6                                   | 36      | Perttu Hyvärinen          | Finlande           | 39 min 0 s 2  | + 1 min 5 s 4   |
| 7                                   | 62      | Hugo Lapalus              | France             | 39 min 9 s 6  | + 1 min 14 s 8  |
| 8                                   | 39      | Jens Burman               | Suède              | 39 min 26 s 8 | + 1 min 32 s 0  |
| 9                                   | 60      | Ilia Semikov              | ROC                | 39 min 34 s 7 | + 1 min 39 s 9  |
| 10                                  | 33      | William Poromaa           | Suède              | 39 min 42 s 5 | + 1 min 47 s 7  |
| 11                                  | 44      | Pål Golberg               | Norvège            | 39 min 47 s 4 | + 1 min 52 s 6  |
| 12                                  | 38      | Maurice Manificat         | France             | 39 min 49 s 7 | + 1 min 54 s 9  |
| 13                                  | 66      | Ivan Iakimouchkine        | ROC                | 39 min 52 s 6 | + 1 min 57 s 8  |
| 14                                  | 24      | Thomas Hjalmar Westgård   | Irlande            | 40 min 1 s 5  | + 2 min 6 s 7   |
| 15                                  | 58      | Erik Valnes               | Norvège            | 40 min 6 s 8  | + 2 min 12 s 0  |
| 16                                  | 50      | Jonas Baumann             | Suisse             | 40 min 9 s 7  | + 2 min 14 s 9  |
| 17                                  | 48      | Lucas Bögl                | Allemagne          | 40 min 13 s 9 | + 2 min 19 s 1  |
| 18                                  | 56      | Francesco De Fabiani      | Italie             | 40 min 16 s 4 | + 2 min 21 s 6  |
| 19                                  | 37      | Jonas Dobler              | Allemagne          | 40 min 21 s 0 | + 2 min 26 s 2  |
| 20                                  | 26      | Janosch Brugger           | Allemagne          | 40 min 24 s 5 | + 2 min 29 s 7  |
| 21                                  | 29      | Johan Häggström           | Suède              | 40 min 30 s 9 | + 2 min 36 s 1  |
| 22                                  | 25      | Giandomenico Salvadori    | Italie             | 40 min 33 s 2 | + 2 min 38 s 4  |
| 23                                  | 15      | Mika Vermeulen            | Autriche           | 40 min 37 s 8 | + 2 min 43 s 0  |
| 24                                  | 31      | Irineu Esteve Altimiras   | Andorre            | 40 min 39 s 4 | + 2 min 44 s 6  |
| 25                                  | 23      | Vitaliy Pukhkalo          | Kazakhstan         | 40 min 39 s 6 | + 2 min 44 s 8  |
| 26                                  | 35      | Calle Halfvarsson         | Suède              | 40 min 46 s 8 | + 2 min 52 s 0  |
| 27                                  | 16      | Dominik Bury              | Pologne            | 40 min 48 s 4 | + 2 min 53 s 6  |
| 28                                  | 32      | Ristomatti Hakola         | Finlande           | 40 min 49 s 6 | + 2 min 54 s 8  |
| 29                                  | 5       | Olivier Léveillé          | Canada             | 40 min 52 s 0 | + 2 min 57 s 2  |
| 30                                  | 20      | Paul Constantin Pepene    | Roumanie           | 40 min 52 s 7 | + 2 min 52 s 9  |
| 31                                  | 10      | Adam Fellner              | Tchéquie           | 41 min 1 s 0  | + 3 min 6 s 2   |
| 32                                  | 14      | Albert Kuchler            | Allemagne          | 41 min 7 s 1  | + 3 min 12 s 3  |
| 33                                  | 7       | Rémi Drolet               | Canada             | 41 min 7 s 7  | + 3 min 12 s 9  |
| 34                                  | 22      | Paolo Ventura             | Italie             | 41 min 12 s 2 | + 3 min 17 s 4  |
| 35                                  | 63      | Alver Johannes Alev       | Estonie            | 41 min 17 s 6 | + 3 min 17 s 7  |
| 36                                  | 11      | Snorri Einarsson          | Islande            | 41 min 17 s 6 | + 3 min 22 s 8  |
| 37                                  | 19      | Antoine Cyr               | Canada             | 41 min 17 s 7 | + 3 min 22 s 9  |
| 38                                  | 27      | Scott Patterson           | États-Unis         | 41 min 23 s 1 | + 3 min 28 s 3  |
| 39                                  | 21      | Imanol Rojo               | Espagne            | 41 min 24 s 2 | + 3 min 29 s 4  |
| 40                                  | 6       | Yevgeniy Velichko         | Kazakhstan         | 41 min 27 s 3 | + 3 min 32 s 5  |
| 41                                  | 4       | Shang Jincai              | Chine              | 41 min 29 s 6 | + 3 min 34 s 8  |
| 42                                  | 1       | Ben Ogden                 | Canada             | 41 min 29 s 8 | + 3 min 35 s 0  |
| 43                                  | 9       | Ryo Hirose                | Japon              | 41 min 30 s 5 | + 3 min 35 s 7  |
| 44                                  | 40      | Dario Cologna             | Suisse             | 41 min 39 s 9 | + 3 min 45 s 1  |
| 45                                  | 12      | Remi Lindholm             | Finlande           | 41 min 40 s 0 | + 3 min 45 s 2  |
| 46                                  | 52      | Andrew Musgrave           | Grande-Bretagne    | 41 min 44 s 7 | + 3 min 49 s 9  |
| 47                                  | 49      | Liu Rongsheng             | Chine              | 41 min 51 s 7 | + 3 min 56 s 9  |
| 48                                  | 34      | Gus Schumacher            | États-Unis         | 41 min 53 s 4 | + 3 min 58 s 6  |
| 49                                  | 17      | Richard Jouve             | France             | 41 min 56 s 6 | + 4 min 1 s 8   |
| 50                                  | 54      | Michal Novák              | Tchéquie           | 42 min 6 s 6  | + 4 min 11 s 8  |
| 51                                  | 30      | Andrew Young              | Grande-Bretagne    | 42 min 24 s 0 | + 4 min 29 s 2  |
| 52                                  | 61      | Maicol Rastelli           | Italie             | 42 min 25 s 4 | + 4 min 30 s 6  |
| 53                                  | 28      | Jason Rüesch              | Suisse             | 42 min 29 s 8 | + 4 min 35 s 0  |
| 54                                  | 13      | Petr Knop                 | Tchéquie           | 42 min 34 s 4 | + 4 min 39 s 6  |
| 55                                  | 2       | Miha Ličef                | Slovénie           | 42 min 43 s 4 | + 4 min 48 s 6  |
| 56                                  | 65      | Martin Himma              | Estonie            | 42 min 44 s 4 | + 4 min 49 s 6  |
| 57                                  | 43      | Hadesi Badelihan          | Chine              | 42 min 48 s 1 | + 4 min 53 s 3  |
| 58                                  | 72      | Peter Mlynár              | Slovaquie          | 42 min 49 s 9 | + 4 min 55 s 1  |
| 59                                  | 79      | Thibaut de Marre          | Belgique           | 42 min 56 s 7 | + 5 min 1 s 9   |
| 60                                  | 55      | Mateusz Haratyk           | Pologne            | 43 min 0 s 3  | + 5 min 5 s 5   |
| 61                                  | 59      | Mikayel Mikayelyan        | Arménie            | 43 min 9 s 1  | + 5 min 14 s 3  |
| 62                                  | 8       | Raimo Vīgants             | Lettonie           | 43 min 10 s 9 | + 5 min 16 s 1  |
| 63                                  | 73      | Ciren Zhandui             | Chine              | 43 min 22 s 2 | + 5 min 27 s 4  |
| 64                                  | 67      | Raul Popa                 | Roumanie           | 43 min 25 s 3 | + 5 min 30 s 5  |
| 65                                  | 90      | Batmönkhiin Achbadrakh    | Mongolie           | 43 min 29 s 9 | + 5 min 35 s 1  |
| 66                                  | 69      | James Clinton Schoonmaker | États-Unis         | 43 min 31 s 6 | + 5 min 36 s 8  |
| 67                                  | 18      | Hiroyuki Miyazawa         | Japon              | 43 min 47 s 5 | + 5 min 52 s 7  |
| 68                                  | 87      | Yahor Shpuntau            | Biélorussie        | 44 min 5 s 2  | + 6 min 10 s 4  |
| 69                                  | 76      | Vili Črv                  | Slovénie           | 44 min 12 s 9 | + 6 min 18 s 1  |
| 70                                  | 77      | Henri Roos                | Estonie            | 44 min 17 s 8 | + 6 min 23 s 0  |
| 71                                  | 74      | Miha Šimenc               | Slovénie           | 44 min 20 s 8 | + 6 min 26 s 0  |
| 72                                  | 81      | Seve de Campo             | Australie          | 44 min 21 s 2 | + 6 min 26 s 4  |
| 73                                  | 86      | Mark Chanloung            | Thaïlande          | 44 min 27 s 0 | + 6 min 32 s 2  |
| 74                                  | 75      | Roberts Slotiņš           | Lettonie           | 44 min 44 s 8 | + 6 min 50 s 0  |
| 75                                  | 78      | Phillip Bellingham        | Australie          | 44 min 46 s 8 | + 6 min 52 s 0  |
| 76                                  | 89      | Lars Young Vik            | Australie          | 44 min 50 s 6 | + 6 min 55 s 8  |
| 77                                  | 71      | Oleksii Krasovskyi        | Ukraine            | 44 min 59 s 8 | + 7 min 5 s 0   |
| 78                                  | 47      | Ruslan Perekhoda          | Ukraine            | 45 min 5 s 6  | + 7 min 5 s 0   |
| 79                                  | 45      | Kim Min-woo               | Corée du Sud       | 45 min 21 s 6 | + 7 min 26 s 8  |
| 80                                  | 80      | Ádám Kónya                | Hongrie            | 45 min 48 s 9 | + 7 min 54 s 1  |
| 81                                  | 92      | Hugo Hinckfuss            | Australie          | 46 min 5 s 9  | + 8 min 11 s 1  |
| 82                                  | 41      | Jeong Jong-won            | Corée du Sud       | 46 min 34 s 6 | + 8 min 39 s 8  |
| 83                                  | 82      | Tautvydas Strolia         | Lituanie           | 46 min 53 s 1 | + 8 min 58 s 3  |
| 84                                  | 96      | Danial Saveh Shemshaki    | Iran               | 47 min 26 s 0 | + 9 min 31 s 2  |
| 85                                  | 85      | Marko Skender             | Croatie            | 48 min 30 s 8 | + 10 min 36 s 0 |
| 86                                  | 84      | Franco Dal Farra          | Argentine          | 48 min 35 s 5 | + 10 min 40 s 7 |
| 87                                  | 53      | Strahinja Erić            | Bosnie-Herzégovine | 48 min 38 s 3 | + 10 min 43 s 5 |
| 88                                  | 98      | José Cabeça               | Portugal           | 49 min 12 s 0 | + 11 min 17 s 2 |
| 89                                  | 94      | Timo Juhani Grönlund      | Bolivie            | 49 min 27 s 0 | + 11 min 32 s 2 |
| 90                                  | 83      | Manex Silva               | Brésil             | 50 min 35 s 1 | + 12 min 40 s 3 |
| 91                                  | 88      | Yonathan Jesús Fernández  | Chili              | 50 min 36 s 6 | + 12 min 41 s 8 |
| 92                                  | 91      | Elie Tawk                 | Liban              | 51 min 46 s 5 | + 13 min 51 s 7 |
| 93                                  | 93      | Aleksandar Grbović        | Monténégro         | 52 min 44 s 9 | + 14 min 50 s 1 |
| 94                                  | 99      | Jonathan Soto             | Mexique            | 53 min 30 s 0 | + 15 min 35 s 2 |
| 95                                  | 97      | Carlos Quintana           | Colombie           | 55 min 41 s 9 | + 17 min 47 s 1 |
| -                                   | 51      | Yusuf Emre Fırat          | Turquie            | DNF           | DNF             |
| -                                   | 95      | Samuel Ikpefan            | Nigeria            | DNF           | DNF             |
| -                                   | 3       | Jan Pechoušek             | Tchéquie           | DNS           | DNS             |
| -                                   | 57      | Aliaksandr Voranau        | Biélorussie        | DNS           | DNS             |